# Fábián László (politikus)
Fábián László (Szeged, 1919. február 7. – Budapest, 1977. augusztus 18.) magyar teológus, mezőgazdász, mezőgazdasági szakíró, politikus, főispán.

## Élete
Értelmiségi családban született, apja igazgató-tanító volt. Alsó- és középfokú iskolai tanulmányait a szülővárosában végezte, majd érettségi után, 1937-ben beiratkozott a budapesti Református Teológiai Akadémiára. Már első éves korában bekapcsolódott a Márciusi Front tevékenységébe, részt vett a népi írók mozgalmában. 1941-ben lelkészi oklevelet vehetett át, majd a tanítói képesítést is megszerezte, 1944-ben pedig a budapesti egyetemen államtudományi doktorátust szerzett.
1945-ben a Magyar Demokratikus Ifjúsági Szövetség egyik szervezője volt Újpesten, majd belépett a Nemzeti Parasztpártba. 1947 őszétől 1949-ig Bács-Bodrog vármegye és Baja törvényhatósági jogú város főispánja volt, majd a Vallás- és Közoktatásügyi Minisztérium, később a Közoktatásügyi Minisztérium főelőadója lett. Az 1949. május 15-i országgyűlési választásokon a Magyar Függetlenségi Népfront Pest-Pilis-Solt-Kiskun és Bács-Bodrog választókerületében országgyűlési képviselővé választották.
1956-tól a Művelődésügyi Minisztérium csoportvezetőjeként dolgozott, 1958-tól haláláig pedig a Hazafias Népfront Országos Tanácsa titkárságának egyik csoportvezetője volt.
Felsőfokú kertészeti és szőlészeti technikumi végzettséggel is rendelkezett, ennek birtokában mezőgazdasági ismeretterjesztéssel is foglalkozott, illetve  részt vett a Kertbarát Mozgalom országos szervezésében is.